# Марко Симоне (Рим)
Марко Симоне је насеље у Италији у округу Рим, региону Лацио.
Према процени из 2011. у насељу је живело 6839 становника. Насеље се налази на надморској висини од 90 м.